# Nikita Něstěrov
Nikita Danilovič Něstěrov (rusky Никита Данилович Нестеров, * 28. března 1993 Čeljabinsk) je ruský hokejový obránce momentálně hrající v týmu HC CSKA Moskva v Kontinentální hokejové lize (KHL).

## Hráčská kariéra

### Juniorská
Něstěrova si ve vybral ve Vstupním draftu NHL 2011 v 5. kole jako 148. celkově tým Tampa Bay Lightning. Rovněž byl draftován do KHL, odkud si ho v roce 2010 vybralo v úvodním kole ruské mužstvo Traktor Čeljabinsk jako 22. celkově. Vybral si cestu domácí KHL, kde v dresu Čeljabinsku odehrál dvě sezóny 2011/12 a 2012/13.
Dne 30. dubna 2013 podepsal tříletou nováčkovskou smlouvu s Tampou Bay.

### Profesionální
Dne 31. prosince 2014 si ho vedení Lightning vytáhlo z jejich farmářského mužstva Syracuse Crunch v American Hockey League (AHL). Během ročníku 2014/15 v AHL odehrál 32 utkání, ve kterých vstřelil tři branky, zaznamenal 11 asistencí (celkem 14 kanadských bodů), měl +4 v statistice plus/minus a 26 trestných minut. Do doby, než si ho Tampa stáhla odehrál Něstěrov v AHL celkem 86 zápasů za plné dvě sezóny. Za tuto dobu zaznamenal 30 bodů (za 7 gólů a 23 asistencí) s 65 trestnými minutami.
Dne 31. prosince 2014, ten samý den po jeho zavolání do Tampy, debutoval Něstěrov v National Hockey League (NHL) při výhře svého mužstva proti Buffalu Sabres. V utkání si připsal jeden plusový bod a na ledě strávil přes 15 minut. Dne 16. dubna 2015 odehrál své první utkání v play-off, v němž vstřelil jednu branku. O dva dny později zaznamenal první asistenci v play-off ve vítězném utkání proti Detroitu Red Wings.
Dne 16. října 2015 ho NHL suspendovala na dva zápasy za vrážení na hrazení útočníka Curtise McKenzieho z Dallasu Stars. Výsledkem bylo, že Něstěrov musel za prohřešek zaplatit do podpůrného hráčského fondu 7 983,88 amerických dolarů.

## Reprezentace
Na konci července 2016 nahradil v nominaci pro Světový pohár v ledním hokeji 2016 v Torontu vedenou Oļegsem Znaroksem suspendovaného obránce Vjačeslava Vojnova, který nemohl kvůli domácímu násilí hrát v NHL. S týmem obsadil konečné 4. místo, když po výsledku 3:5 prohráli v semifinále s Kanadou. Na turnaji nezaznamenal v jediném odehraném utkání ani bod.

## Statistiky

### Klubové statistiky
| Sezóna     | Klub                      | Soutěž     |     | Základní část | Základní část | Základní část | Základní část | Základní část |    | Play off | Play off | Play off | Play off | Play off |
| Sezóna     | Klub                      | Soutěž     | Z   | G             | A             | B             | TM            | Z             | G  | A        | B        | TM       |          |          |
| 2009–10    | Bělyje medvědi Čeljabinsk | MHL        | 9   | 5             | 2             | 7             | 8             | 4             | 0  | 0        | 0        | 6        |          |          |
| 2010–11    | Bělyje medvědi Čeljabinsk | MHL        | 46  | 5             | 14            | 19            | 72            | 5             | 0  | 0        | 0        | 6        |          |          |
| 2011–12    | Bělyje medvědi Čeljabinsk | MHL        | 41  | 11            | 20            | 31            | 66            | —             | —  | —        | —        | —        |          |          |
| 2011–12    | Traktor Čeljabinsk        | KHL        | 10  | 0             | 1             | 1             | 4             | —             | —  | —        | —        | —        |          |          |
| 2012–13    | Traktor Čeljabinsk        | KHL        | 35  | 0             | 1             | 1             | 14            | 19            | 0  | 4        | 4        | 6        |          |          |
| 2012–13    | Bělyje medvědi Čeljabinsk | MHL        | 2   | 0             | 1             | 1             | 2             | 4             | 2  | 1        | 3        | 0        |          |          |
| 2013–14    | Syracuse Crunch           | AHL        | 54  | 4             | 12            | 16            | 39            | —             | —  | —        | —        | —        |          |          |
| 2014–15    | Syracuse Crunch           | AHL        | 32  | 3             | 11            | 14            | 26            | —             | —  | —        | —        | —        |          |          |
| 2014–15    | Tampa Bay Lightning       | NHL        | 27  | 2             | 5             | 7             | 16            | 17            | 1  | 5        | 6        | 8        |          |          |
| 2015–16    | Syracuse Crunch           | AHL        | 10  | 1             | 3             | 4             | 4             | —             | —  | —        | —        | —        |          |          |
| 2015–16    | Tampa Bay Lightning       | NHL        | 57  | 3             | 6             | 9             | 41            | 9             | 0  | 1        | 1        | 9        |          |          |
| 2016–17    | Tampa Bay Lightning       | NHL        | 35  | 3             | 9             | 12            | 20            | —             | —  | —        | —        | —        |          |          |
| 2016–17    | Montreal Canadiens        | NHL        | 13  | 1             | 4             | 5             | 4             | 2             | 0  | 0        | 0        | 0        |          |          |
| 2017–18    | HC CSKA Moskva            | KHL        | 42  | 3             | 16            | 19            | 41            | 21            | 1  | 4        | 5        | 14       |          |          |
| 2018–19    | HC CSKA Moskva            | KHL        | 41  | 4             | 14            | 18            | 20            | 20            | 2  | 9        | 11       | 4        |          |          |
| 2019–20    | HC CSKA Moskva            | KHL        | 53  | 7             | 16            | 23            | 24            | 4             | 0  | 3        | 3        | 0        |          |          |
| 2020–21    | Calgary Flames            | NHL        | 38  | 0             | 4             | 4             | 20            | —             | —  | —        | —        | —        |          |          |
| 2021–22    | HC CSKA Moskva            | KHL        | 41  | 5             | 28            | 33            | 26            | 22            | 3  | 8        | 11       | 6        |          |          |
| 2022–23    | HC CSKA Moskva            | KHL        | 64  | 11            | 29            | 40            | 23            | 27            | 2  | 16       | 18       | 18       |          |          |
| 2023–24    | HC CSKA Moskva            | KHL        | 59  | 11            | 25            | 36            | 1             | 5             | 2  | 2        | 4        | 2        |          |          |
| KHL celkem | KHL celkem                | KHL celkem | 345 | 41            | 129           | 170           | 188           | 121           | 10 | 46       | 56       | 50       |          |          |
| NHL celkem | NHL celkem                | NHL celkem | 170 | 9             | 28            | 37            | 101           | 28            | 1  | 6        | 7        | 17       |          |          |

### Reprezentační statistiky
| Rok                           | Tým                           | Soutěž                        | Z  | G | A | B  | TM |
| ----------------------------- | ----------------------------- | ----------------------------- | -- | - | - | -- | -- |
| 2010                          | Rusko 18                      | MS18                          | 7  | 2 | 0 | 2  | 29 |
| 2011                          | Rusko 18                      | MS18                          | 7  | 2 | 2 | 4  | 29 |
| 2012                          | Rusko 20                      | MSJ                           | 7  | 2 | 3 | 5  | 6  |
| 2013                          | Rusko 20                      | MSJ                           | 7  | 0 | 4 | 4  | 2  |
| 2016                          | Rusko                         | SP                            | 1  | 0 | 0 | 0  | 0  |
| 2018                          | OAR                           | ZOH                           | 6  | 1 | 0 | 1  | 2  |
| 2018                          | Rusko                         | MS                            | 8  | 2 | 1 | 3  | 2  |
| 2019                          | Rusko                         | MS                            | 9  | 0 | 1 | 1  | 4  |
| 2021                          | ROC                           | MS                            | 5  | 2 | 2 | 4  | 6  |
| 2022                          | ROC                           | ZOH                           | 6  | 2 | 2 | 4  | 0  |
| Juniorská reprezentace celkem | Juniorská reprezentace celkem | Juniorská reprezentace celkem | 28 | 6 | 9 | 15 | 66 |
| Seniorská reprezentace celkem | Seniorská reprezentace celkem | Seniorská reprezentace celkem | 35 | 7 | 6 | 13 | 14 |